# Story of Eroolia
Story of Eroolia (jap. エルーリア物語 Erūria monogatari, Deutsch: Geschichte von Eroolia) ist eine Visual-Novel-Serie für eine weibliche Zielgruppe (Otome Game), entwickelt und veröffentlicht von ROSEVERTE für Windows, macOS, iOS und Android. Die Serie besteht derzeit aus drei Spielen; How To Take Off Your Mask (jap. 貴方の仮面の外し方 Anata no Kamen no Hazushi-kata, Deutsch: Wie man seine Maske abnimmt), How To Fool A Liar King (jap. 嘘つきな王様の騙し方 Usotsukina ōsama no damashi-kata, Deutsch: Wie man einen Lügenkönig täuscht) und How To Sing To Open Your Heart (jap. 心を開く歌い方 Kokoro o hiraku utai-kata, Deutsch: Wie man singt, um sein Herz zu öffnen).

## Spielmechanik
Da es sich um eine Visual-Novel-Serie handelt, liest der Spieler die Geschichte und trifft Entscheidungen an entscheidenden Punkten, um das Ergebnis zu ändern, was zu unterschiedlichen Enden führt. Die Spiele sind in mehrere Kapitel unterteilt und je nach Entscheidung folgt der Spieler einer anderen Route. In jedem Spiel übernimmt der Spieler die Kontrolle über eine andere Protagonistin und kann sich in einen der männlichen Charaktere verlieben.

## Handlung
Story of Eroolia ist eine Sammlung von Geschichten über Menschen und Katzenmenschen, die auf der Insel Eroolia leben, einem Land, das von der Außenwelt abgeschieden ist. Eroolia und Laarz sind die beiden Länder auf der Insel Eroolia. Die mysteriöse Insel mit instabilem Wetter wird von den Katzenmenschen namens „Luccretias“ bewohnt. Die beiden Länder sind nicht gut aufeinander zu sprechen, da Eroolia, das hauptsächlich von Menschen besiedelt ist, nicht mit Laarz, dem Land der Luccretias, zurechtkommt.

## Entwicklung
Die Spiele wurden mit Lemonovel AIR erstellt. Die Geschichte wurde von Chu-3 geschrieben, während die Grafiken von Bakufu Narayama und Chu-3 erstellt wurden. Jedes Spiel enthält einen Titelsong und ist vollständig auf Japanisch synchronisiert. Das erste Spiel wurde ursprünglich auf Japanisch und Englisch veröffentlicht. Es wurde später ins Deutsche, Französische, Polnische, Russische und Spanische übersetzt. Mittlerweile gibt es die gesamte Reihe auf Deutsch. Der erste Teil der Reihe wurde als Remastered-Version im Februar 2021 für PlayStation 4, Xbox One und Nintendo Switch veröffentlicht. Das Spiel wurde von Ratalaika Games portiert und ist das erste von ROSEVERTE, das für Konsolen erschien.

### Synchronsprecher
| Charakter      | Spiel                            | Spiel                               | Spiel                                 | Spiel |
| Charakter      | How to Take Off Your Mask (2015) | How to Take Fool A Liar King (2017) | How to Sing To Open Your Heart (2019) |       |
| -------------- | -------------------------------- | ----------------------------------- | ------------------------------------- | ----- |
| Lilia/ Leea    | Eruru Takeda                     | Eruru Takeda                        | Eruru Takeda                          |       |
| Ronan          | Mato Sarashina                   | Mato Sarashina                      | Mato Sarashina                        |       |
| Juli           | Kon                              | Kon                                 | Kon                                   |       |
| Mars           | Taichi Tanukida                  | Taichi Tanukida                     | Taichi Tanukida                       |       |
| Großmutter     | Hisano Numahata                  | Hisano Numahata                     | Hisano Numahata                       |       |
| Schwarze Katze | Zakuroishi                       | Zakuroishi                          | Zakuroishi                            |       |
| Regina         |                                  | Megurika Kawanishi                  | Megurika Kawanishi                    |       |
| Myana          |                                  | Yuriko Yano                         | Yuriko Yano                           |       |
| Gao            |                                  | Naoto Takeda                        | Naoto Takeda                          |       |
| Lio            |                                  | Eruru Takeda                        | Eruru Takeda                          |       |
| Leona          |                                  | Ryo Yuasa                           | Ryo Yuasa                             |       |
| Simon          |                                  | Zex Flaga                           | Zex Flaga                             |       |
| Ludovic        |                                  |                                     | Roku Aine                             |       |
| Anna           |                                  |                                     | Mai Hazuki                            |       |
| Aria           |                                  |                                     | Eruru Takeda                          |       |

## Rezeption
Die Serie erhielt gemischte bis positive Bewertungen.
Marcus Estrada von Hardcore Gamer bewertete das erste Spiel mit 4 von 5 Punkten und sagte: „Neben den niedlichen Aspekten rückt es auch (fiktionalisierte) soziale Themen in den Vordergrund, um Lilias späteren Triumph umso größer zu machen. Es mag kurz sein, aber How To Take Off Your Mask ist eine gute kleine Geschichte.“ Das erste Spiel erhielt auch die Bewertung „Herausragend“ mit einer Punktzahl von 8,3 von 10 auf GAMERamble, wobei der Rezensent sagte: „Obwohl nicht besonders tiefgehend, ist How To Take Off Your Mask gut geschrieben und beschäftigt sich mit einigen interessanten Themen. Es ist trotzdem ziemlich linear, aber die verzweigte Handlung und die Entscheidungen geben dem Spiel zumindest einen etwas höheren Wiederspielwert als ein Kinetic Novel. Die sympathischen Charaktere und der starke Humor zeichnen das Spiel definitiv aus, aber da es eine kostenlose Demo gibt, ermutigen wir alle, diese zuerst auszuprobieren.“
Matt C. von Digital Downloaded gab dem zweiten Spiel 3,5 von 5 Sternen und sagte: „How to Fool a Liar King ist eine süße, charmante Romanze, mit der man sich einfach entspannen und genießen kann.“
Matt C. von Digital Downloaded gab dem dritten Spiel 3 von 5 Sternen und sagte: „Dennoch ist How to Sing to Open Your Heart einen Blick wert, wenn man eine süße, unbeschwerte Romanze erleben möchte. Es ist voller herzerwärmender Momente, unterstützt von fantastischer Grafik, und selbst wenn die Versuche, sich mit ernsteren Dingen auseinanderzusetzen, zu kurz kommen, ist das Grund genug, Myana bei ihren Abenteuern zu begleiten.“ Thuy Linh Ngo von KeenGamer lobte die romantischen Momente und die Sprachausgabe, kritisierte aber die vorhersehbare Handlung und das Fehlen von richtiger Charakterentwicklung. Sie vergab eine Wertung von 6 von 10 Punkten und sagte: „Dieses Spiel bietet leider nicht genügend positive Aspekte, da sich das Thema nach dem dritten Spiel wiederholt, die Charakterentwicklung einfach nicht existiert und die Romanze einfach überstürzt wurde, selbst die Geschichte war vorhersehbar. Allerdings enthält dieses Spiel sehr niedliche Szenen des Hauptpaares und sieht absolut umwerfend aus.“ Neal Chandran von RPGFan vergab eine Wertung von 66 % und schrieb: „Bei so vielen coolen und interessanten Otome-Spielen, die heutzutage auf Englisch erhältlich sind, ist ein solches ängstliches Spiel nicht einmal einen Blick wert.“